# Symetria środkowa

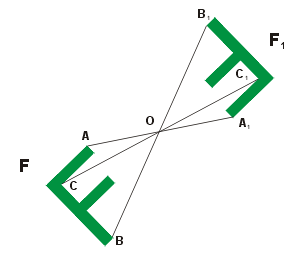
Obraz figury F w symetrii środkowej S o środku w punkcie O: F_{1} = S_{O}(F)

Symetria środkowa o środku P  (symetria względem punktu P) –  odwzorowanie geometryczne SP  prostej,  płaszczyzny lub   przestrzeni  takie, że SP(Q) = R  wtedy i tylko wtedy, gdy punkt P, nazywany środkiem symetrii środkowej, jest środkiem  odcinka QR. Punkty Q i R nazywa się punktami symetrycznymi względem środka symetrii P.

W prostokątnym układzie współrzędnych symetrię środkową można opisać wzorem analitycznym:

{\displaystyle {\begin{cases}x'=-x\\y'=-y\end{cases}}}

## Środek symetrii figury geometrycznej
Figurę geometryczną F, która jest swoim obrazem w symetrii środkowej SP (SP(F) = F) nazywa się figurą geometryczną  środkowo symetryczną (lub mówi się, że figura F ma środek symetrii). Punkt P jest środkiem symetrii figury F.
Figura geometryczna ograniczona ma co najwyżej jeden środek symetrii.

## Własności
- Jedynym  punktem stałym symetrii środkowej jest jej środek.
- Na płaszczyźnie symetrie środkowe pokrywają się z  obrotami dookoła punktu o kąt półpełny.
- Symetrie środkowe pokrywają się także z  jednokładnościami o skali równej -1[3].
- Symetria środkowa na płaszczyźnie jest złożeniem dwóch symetrii osiowych o osiach przecinających się w środku symetrii pod kątem prostym
- W przestrzeni, symetria środkowa jest złożeniem trzech symetrii płaszczyznowych, których płaszczyzny przechodzą przez środek symetrii i są wzajemnie prostopadłe
- Każda symetria środkowa na płaszczyźnie jest izometrią parzystą, zaś w przestrzeni izometrią nieparzystą
- Symetria środkowa jest inwolucją tzn. jest identyczna z odwzorowaniem odwrotnym do niej
- Złożenie dwóch symetrii środkowych jest translacją.
- Złożenie trzech symetrii środkowych jest symetrią środkową.
- Niezmienniki symetrii środkowej: kierunek wektora, długość wektora, orientacja płaszczyzny